# Cullinan (album)
Pour l’article homonyme, voir Cullinan.
Albums de Dadju
Poison ou Antidote
(2019) Héritage
(2024)
Singles
1. King
Sortie : 18 février 2022
2. Picsou
Sortie : 1er avril 2022
3. Toko Toko
Sortie : 15 avril 2022
4. Ambassadeur (Animateur: Brigade)
Sortie : 15 mai 2022
5. Dançarina (Remix)
Sortie : 10 juin 2022
6. Saigne
Sortie : 11 novembre 2022
7. Assez
Sortie : 10 mars 2023
8. La vérité
Sortie : 10 mars 2023
9. Tourner la page
Sortie : 12 mars 2023
10. On verra
Sortie : 15 mars 2023
11. Verre de trop
Sortie : 17 mars 2023

Cullinan est le troisième album studio du chanteur français Dadju, sorti le 13 mai 2022 chez le label Polydor. Il s'agit d'un album de 17 titres.

## Genèse
En juillet 2021, Dadju est invité à Cannes où il annonce à la fois son premier film Ima et le fait qu'il prépare son troisième album du nom de #C💎 en référence au diamant Cullinan. Il considère ce film comme une chance et dévoile un extrait de Chance mokó.
Le 18 février 2022, il dévoile le premier extrait de l'album nommé King.
Le 9 mars, le chanteur membre du duo The Shin Sekaï annonce sur ses réseaux sociaux qu'il est possible de précommander la version physique de son album.
Deux semaines plus tard, le 1er avril, il annonce la sortie du titre Picsou en featuring avec Gazo.
Le troisième extrait intitulé Toko Toko en collaboration avec Ronisia est dévoilé le 15 avril. Le titre est certifié single d'or en France le 21 juillet puis single de platine le 8 décembre.
Le 8 mai, il dévoile en direct à 20H30 le dimanche le titre Ima.
L'album sort le 13 mai 2022, en collaboration avec Gazo, Hamza, Rema, Ronisia et Imen Es, Dadju a également fait participer Francis Ngannou, le champion des poids lourds de l’UFC, pour la narration de l'introduction intitulée Willow. Il se classe à la première place du Top Albums.
Le clip de Ambassadeur (Animateur: Brigade) sort le 15 mai.
Le 11 novembre 2022, il sort la première partie de la réédition de l'album en collaboration avec PLK intitulée Cullinan : Gelée Royale (Partie 1).
Le 10 mars 2023, il dévoile 2 titres extraits de la deuxième partie de la réédition de l'album Cullinan : Gelée Royale (Partie 2), Assez et La vérité.
Le 12 mars 2023, il sort Tourner la page, la deuxième partie du clip de Assez. Le 15 mars 2023, sort le dernier clip de la trilogie On verra.
Le 17 mars 2023, il sort la deuxième partie de la réédition de l'album avec un dernier titre Verre de trop.

## Clips vidéo
- King : 18 février 2022
- Picsou (feat. Gazo) : 1er avril 2022
- Toko Toko (feat. Ronisia) : 15 avril 2022
- Ambassadeur (Animateur: Brigade) : 15 mai 2022
- Dançarina (Remix) (Pedro Sampaio, Anitta, Dadju, MC Pedrinho, Nicky Jam) : 23 juin 2022
- Assez : 10 mars 2023
- Tourner la page : 15 mars 2023
- On verra : 16 mars 2023
- Verre de trop : 26 mai 2023

## Classements et certifications

### Classements hebdomadaires
| Classement (2022)            | Meilleure position |
| ---------------------------- | ------------------ |
| France (SNEP)                | 1                  |
| Belgique (Wallonie Ultratop) | 7                  |
| Belgique (Flandre Ultratop)  | 65                 |
| Suisse (Schweizer Hitparade) | 23                 |
| Suisse (Charts Romandie)     | 17                 |

### Certification
| Pays   | Organisme | Certification | Ventes/Streams |
| ------ | --------- | ------------- | -------------- |
| France | SNEP      | Platine       | 100 000        |

## Liste des titres

### Édition standard
| 1.    | Wilow (Narrateur: Francis Ngannou) | Dadju, Francis Ngannou                                                                      | Takeshi-San                     | 3:15 |
| 2.    | King                               | Dadju                                                                                       | Seysey                          | 3:49 |
| 3.    | Safari (feat. Hamza)               | Dadju, Hamza                                                                                | Ponko, Seysey                   | 3:49 |
| 4.    | Face à lui                         | Dadju                                                                                       | Léo Brousset, Latimer, DJ Erise | 2:44 |
| 5.    | Anonyme                            | Dadju                                                                                       | Seysey                          | 3:09 |
| 6.    | Chance Moko                        | Dadju                                                                                       | Nyadjiko                        | 3:10 |
| 7.    | Toko Toko (feat. Ronisia)          | Dadju, Ronisia                                                                              | Banks Ranks, Kel-P              | 2:54 |
| 8.    | Garde du cœur                      | Dadju                                                                                       | Nyadjiko                        | 2:49 |
| 9.    | Picsou (feat. Gazo)                | Dadju, Gazo                                                                                 | HoloMobb, Boumidjal             | 3:05 |
| 10.   | One Time (feat. Rema)              | Dadju, Rema                                                                                 | Rema, Kel-P                     | 3:09 |
| 11.   | Cursus                             | Dadju                                                                                       | Nyadjiko                        | 3:58 |
| 12.   | Petites attentions                 | Dadju                                                                                       | Léo Brousset, Latimer, DJ Erise | 3:12 |
| 13.   | Ambassadeur (Animateur: Brigade)   | Dadju, Stellone Pitshi, Matan Kodosh, Fally Ipupa, Emmanuel Mve Nze, Doods, Brigade Sarbaty | Nyadjiko                        | 4:00 |
| 14.   | Je n'oublie pas                    | Dadju                                                                                       | Léo Brousset, Latimer, DJ Erise | 3:00 |
| 15.   | L'officiel (feat. Imen Es)         | Dadju, Imen Es, Abou Debeing                                                                | Seysey                          | 3:05 |
| 16.   | Mauvaise déduction                 | Dadju                                                                                       | Boumidjal                       | 3:14 |
| 17.   | Ima                                | Dadju                                                                                       | Yaacov Salah, Meïr Salah        | 3:45 |
| 56:14 |                                    |                                                                                             |                                 |      |

| Bonus Streaming | Bonus Streaming                                                               | Bonus Streaming                               | Bonus Streaming | Bonus Streaming | Bonus Streaming | Bonus Streaming | Bonus Streaming | Bonus Streaming | Bonus Streaming |
| No              | Titre                                                                         | Auteur                                        | Compositeur(s) | Durée           |                 |                 |                 |                 |                 |
| --------------- | ----------------------------------------------------------------------------- | --------------------------------------------- | --- | --------------- | --------------- | --------------- | --------------- | --------------- | --------------- |
| 1.              | Dançarina (Remix) (avec Pedro Sampaio feat. Anitta, Nicky Jam et MC Pedrinho) | Pedro Sampaio, Anitta, Nicky Jam, MC Pedrinho | Anitta, Chris Chill, Dadju, Jean Rodriguez, MC Pedrinho, Maikinho DJ, Nicky Jam, Pedro Sampaio, Rafinha RSQ, Seysey, William Mundala | 3:32            |                 |                 |                 |                 |                 |
| 59:46           |                                                                               |                                               | |                 |                 |                 |                 |                 |                 |

### Rééditions
| Cullinan : Gelée Royale (Partie 1) (feat. PLK) | Cullinan : Gelée Royale (Partie 1) (feat. PLK) | Cullinan : Gelée Royale (Partie 1) (feat. PLK) | Cullinan : Gelée Royale (Partie 1) (feat. PLK) | Cullinan : Gelée Royale (Partie 1) (feat. PLK) | Cullinan : Gelée Royale (Partie 1) (feat. PLK) | Cullinan : Gelée Royale (Partie 1) (feat. PLK) | Cullinan : Gelée Royale (Partie 1) (feat. PLK) | Cullinan : Gelée Royale (Partie 1) (feat. PLK) | Cullinan : Gelée Royale (Partie 1) (feat. PLK) |
| No                                             | Titre                                          | Auteur                                         | Compositeur(s)                                 | Durée                                          |                                                |                                                |                                                |                                                |                                                |
| ---------------------------------------------- | ---------------------------------------------- | ---------------------------------------------- | ---------------------------------------------- | ---------------------------------------------- | ---------------------------------------------- | ---------------------------------------------- | ---------------------------------------------- | ---------------------------------------------- | ---------------------------------------------- |
| 1.                                             | Saigne                                         | Dadju, PLK                                     | Boumidjal                                      | 2:45                                           |                                                |                                                |                                                |                                                |                                                |
| 2.                                             | Parle-moi                                      | Dadju, PLK                                     | Boumidjal                                      | 2:54                                           |                                                |                                                |                                                |                                                |                                                |
| 3.                                             | Des fois                                       | Dadju, PLK                                     | Boumidjal                                      | 2:45                                           |                                                |                                                |                                                |                                                |                                                |
| 8:22                                           |                                                |                                                |                                                |                                                |                                                |                                                |                                                |                                                |                                                |

| Cullinan : Gelée Royale (Partie 2) | Cullinan : Gelée Royale (Partie 2) | Cullinan : Gelée Royale (Partie 2) | Cullinan : Gelée Royale (Partie 2) | Cullinan : Gelée Royale (Partie 2) | Cullinan : Gelée Royale (Partie 2) | Cullinan : Gelée Royale (Partie 2) | Cullinan : Gelée Royale (Partie 2) | Cullinan : Gelée Royale (Partie 2) | Cullinan : Gelée Royale (Partie 2) |
| No                                 | Titre                              | Auteur                             | Compositeur(s)                     | Durée                              |                                    |                                    |                                    |                                    |                                    |
| ---------------------------------- | ---------------------------------- | ---------------------------------- | ---------------------------------- | ---------------------------------- | ---------------------------------- | ---------------------------------- | ---------------------------------- | ---------------------------------- | ---------------------------------- |
| 1.                                 | Assez                              | Dadju, Cheezy                      | Chris Hamiwest, Aznvr Groove       | 3:23                               |                                    |                                    |                                    |                                    |                                    |
| 2.                                 | Tourner la page                    | Dadju                              | Kel-P, Nyadjiko                    | 2:45                               |                                    |                                    |                                    |                                    |                                    |
| 3.                                 | On verra                           | Dadju, Cheezy                      | Aznvr Groove, Chris Hamiwest       | 3:26                               |                                    |                                    |                                    |                                    |                                    |
| 4.                                 | Verre de trop                      | Dadju                              | Zeg P                              | 2:39                               |                                    |                                    |                                    |                                    |                                    |
| 5.                                 | La vérité                          | Dadju                              | Boumidjal X                        | 2:04                               |                                    |                                    |                                    |                                    |                                    |
| 14:18                              |                                    |                                    |                                    |                                    |                                    |                                    |                                    |                                    |                                    |

## Titres certifiés en France
- Toko Toko (feat. Ronisia)  Diamant[7]
- Dançarina (Remix) (Pedro Sampaio, Anitta, Dadju, MC Pedrinho, Nicky Jam)  Diamant[25]

## Historique de sortie
| Région | Date             | Édition                            |
| ------ | ---------------- | ---------------------------------- |
| Divers | 13 mai 2022      | Édition standard                   |
| Divers | 11 novembre 2022 | Cullinan : Gelée Royale (Partie 1) |
| Divers | 17 mars 2023     | Cullinan : Gelée Royale (Partie 2) |